# Polenta taragna
La polenta taragna, o semplicemente taragna è un piatto unico, composto da polenta, burro e formaggio. È preparata utilizzando un miscuglio di farina di mais e farina di grano saraceno. 
Originaria della Valtellina e Val Brembana, oggi è diffusa in tutta l'Alta Lombardia e nelle province di Bergamo, di Brescia, di Como e di Lecco.
La denominazione della pietanza deriva dal termine in lingua lombarda tarél, che indica il bastone in legno che serve per rimescolare la polenta nel paiolo.

## Caratteristiche
È preparata con acqua e una miscela di composta, con proporzioni differenti in base alla zona, da farina di grano saraceno e farina di granturco: la prima farina fornisce alla polenta taragna il suo caratteristico colore beige scuro.
In alcune ricette vengono aggiunti formaggio (ad esempio in Valtellina Casera o Bitto, in provincia di Bergamo Branzi e Formai de Mut o Taleggio, in provincia di Brescia bagòss e formaggella della Val Trompia) e burro.